# 五湖四海
《五湖四海》（英語：Requital）是一部1992年由朱延平執導黑幫電影，集合了上海幫、客家幫與臺灣幫恩怨勾心鬥角情形，主要演出由王羽（已故）、秦漢、庹宗華、陳松勇 （已故）、郎雄（已故）、葉子楣、高捷等。

## 劇情
該片是擦鞋童小董因緣際會被青幫范大爺（秦漢飾）收為義子，與小范（高捷飾）情同手足，而奇大（柯俊雄飾）和黑面（陳松勇飾）遭廖探長和大圏羅嫁禍和殺害，但小董自告奮勇槍殺范家對頭人而入獄十多年，小范卻變成心狠手辣的一方之霸，還娶了小董的女友為妻，而范一偉則收買殺手（王羽飾）。兩人最後反目成仇決一死戰，最終兩者死在酒吧內，自此同歸於盡。

## 角色
| 演員   | 角色   | 備註                                   |
| 鄧光榮 | 張大爺 | 青幫大佬                               |
| 陳松勇 | 黑面   |                                        |
| 葉子楣 | 銀姐   | 董定湖女友，後遭范一偉買兇滅口         |
| 柯受良 | 闊嘴   | 客家幫，遭董定湖、范一偉殺害           |
| 午馬   | 廖成   | 油麻地探長，被董定湖槍殺               |
| 羅烈   | 阿吉   | 大圈幫，被細漢槍殺                     |
| 柯俊雄 | 奇大   | 黑面、細漢父，於香港之臺灣大佬         |
| 庹宗華 | 董定湖 |                                        |
| 黃淳隆 | 細漢   |                                        |
| 高捷   | 范一偉 |                                        |
| 王羽   |        | 槍殺段叔、銀姐之殺手，後被董定湖推下樓 |
| 秦漢   | 范大魁 | 范一偉父                               |
| 郎雄   | 段叔   | 范大魁手下，年老後遭范一偉買兇滅口     |
| 乾德門 | 老胡   | 客家幫，後遭范一偉黑吃黑殺害           |
| 薛漢   | 吳老闆 | 求助奇大之商人                         |
| 虞金寶 |        | 劉大頭手下                             |
| 王德生 |        | 范一偉手下                             |
| 小戽斗 | 劉大頭 | 客家幫大佬，後被董定湖殺害             |
| 杜福平 | 大肚仔 | 暗殺范大魁失敗，和談時被董定湖槍殺     |
| 陳妤   | 心怡   | 董定湖女友，董定湖潛逃後嫁予范一偉     |
| 潘章明 |        |                                        |
| 陳祥   |        |                                        |
| 張藝騰 |        | 范一偉手下                             |
| 張仲猶 |        |                                        |
| 林光進 |        | 大肚仔手下                             |
| 翁順興 |        |                                        |
| 黃冠雄 |        |                                        |
| 蔡國洲 |        | 范一偉手下                             |
| 葉雲琰 |        | 劉大頭手下                             |
| 任柏宏 |        |                                        |
| 王世官 |        |                                        |

## 製作和拍攝
該片由長宏影視股份有限公司製作，於1992年4月至5月初進行拍攝，而拍攝地點則在香港和台灣拍攝，地點包括油麻地警署、中正紀念堂等。

## 歌曲
- 主題曲：
  - 〈追逐〉 - 齊秦

（填詞、作曲：齊秦/編曲：虹）

## 外部連結
- 互联网电影数据库（IMDb）上《五湖四海》的资料（英文）